# 121

121(백이십일)은 120보다 크고 122보다 작은 자연수다.

## 수학
- 합성수로, 그 약수는 1, 11, 121이다. 진약수의 합은 12이므로, 121은 부족수다.
  - 40번째 반소수다. 앞의 반소수는 119, 다음 반소수는 122이다.
- {\displaystyle 121=11\times 11}
  - 11번째 제곱수(112)다. 앞의 제곱수는 100, 다음은 144다.
  - {\displaystyle ab\times ba}의 꼴로 나타낼 수 있는 수열의 11번째 수다. 이 수열의 앞의 수는 10, 다음 수는 252이다. (OEIS의 수열 A061205)
- 회문수다.
- {\displaystyle 121=37+41+43}
  - 연속하는 세 소수(素數)의 합으로 나타낼 수 있으며, 이 성질을 지닌 앞의 수는 109, 다음 수는 131이다.
- {\displaystyle 3^{5}-1}은 121로 나누어떨어진다.

## 과학
- 운비우늄(Ubu)의 원자번호.
- NGC 121: 큰부리새자리 방향에 있는 구상 성단.

## 교통

### 철도
- 수도권 전철 1호선 신이문역의 역번호.
- 부산 도시철도 1호선 양정역의 역번호.
- 대구 도시철도 1호선 월촌역의 역번호.
- 대전 도시철도 1호선 지족역의 역번호.

### 도로
- 고속도로
  - 유럽 고속도로 121호선: 러시아 사마라에서 투르크메니스탄 세르다르까지 이어지는 유럽 고속도로.
  - 아시안 하이웨이 121호선
- 국도 제121호선
  - 미국 121번 국도: 미국의 제안된 국도.
  - 일본 121번 국도: 야마가타현 요네자와시에서 도치기현 하가군 마시코정까지 이어지는 일본의 국도.
- 기타 도로
  - 현도 제121호선

## 군사
- U-121: 독일의 군용 잠수함. 제1차 세계 대전에 사용된 1918년제 모델(영어판)과 제2차 세계 대전에 사용된 1940년제 모델(영어판)이 있다.

## 문화유산
- 대한민국의 국보 제121호: 안동 하회탈 및 병산탈
- 대한민국의 보물 제121호: 경주 굴불사지 석조사면불상
- 대한민국의 사적 제121호: 사직단

## 방송
- 스카이라이프와 U+ TV의 FTV 채널 번호.
- 지니 TV의 한국낚시방송 채널 번호.
- B tv의 UHD 드림TV 채널 번호.
- LG헬로비전의 Ball TV 채널 번호.
- B tv 케이블의 SBS 라이프 채널 번호.

## 기타
- 날짜: 1월 21일, 12월 1일
- 연도: 121년, 기원전 121년
- 대한민국의 수도고장신고 전화번호.